# Hoplacephala hirtifrons
Hoplacephala hirtifrons är en tvåvingeart som först beskrevs av Villeneuve 1929.  Hoplacephala hirtifrons ingår i släktet Hoplacephala och familjen köttflugor.
Artens utbredningsområde är Egypten. Inga underarter finns listade i Catalogue of Life.